# La Choza
La Choza es una localidad argentina del partido de General Las Heras, provincia de Buenos Aires.

## Historia
El nombre de La Choza se debe al establecimiento del mismo nombre que se encuentra en la zona. El pueblo fue conocido durante años como Desvío km 77.
Los establecimientos agropecuarios de la zona se dedicaron principalmente a actividades ganaderas. En La Choza hay un comercio y un colegio primario.

## Ubicación
Se encuentra a 29 km al oeste de la ciudad de General Rodríguez, accediéndose por la ruta provincial 24.

## Población
Cuenta con 41 habitantes (Indec, 2010), lo que representa un decremento del 11 % frente a los 46 habitantes (Indec, 2001) del censo anterior.
| Gráfica de evolución demográfica de La Choza entre 1991 y 2010 |
|                                                                |
| Fuente: Censos nacionales del INDEC                            |